# Baby alone
『Baby alone』（ベイビー・アローン）は、山下久美子の12thスタジオ・アルバムで、1988年6月21日に日本コロムビア / BODYから発売された。

## 概要
前作から約1年ぶりとなるアルバム。『ロックンロール3部作』の3作目として発売され、山下が音楽活動休止前最後のスタジオ・アルバムである。
前作『POP』同様、布袋寅泰がサウンド・プロデュースとして参加した作品である。
本作を以て、約8年間在籍した日本コロムビアからの最後のスタジオ・アルバムとなった。
また、このアルバムを以て最後のLPレコードがリリースされたアルバムとなり、次作以降はカセットテープとCDでのリリースとなる。

## 再発売
1990年5月21日に、CDのみ値段を改定して再発売。
1994年11月21日に、CD文庫1500シリーズの1つとして再発売。
2009年4月20日に、オンデマンドCDとして再発売。
2020年10月21日に、デビュー40周年記念ベスト・アルバム『愛☆溢れて! 〜Full Of Lovable People〜』と同時に、UHQCD仕様で発売された。

## 収録曲

### SIDE A
| 全作詞: 山下久美子、全作曲: 布袋寅泰、全編曲: 布袋寅泰、コーラス・アレンジ: ホッピー神山（#4のみ）。 |                      |            |            |      |
| # | タイトル             | 作詞       | 作曲・編曲 | 時間 |
| 1.                                                                                                   | 「サヨナラ (ADIÓS)」 | 山下久美子 | 布袋寅泰   | 5:20 |
| 2.                                                                                                   | 「優しくしたいの」   | 山下久美子 | 布袋寅泰   | 3:13 |
| 3.                                                                                                   | 「逢いたい」         | 山下久美子 | 布袋寅泰   | 3:36 |
| 4.                                                                                                   | 「微笑みのその前で」 | 山下久美子 | 布袋寅泰   | 2:54 |
| 5.                                                                                                   | 「C'est la vie」     | 山下久美子 | 布袋寅泰   | 4:37 |
| 合計時間:                                                                                            | 合計時間:            | 19:40      |            |      |

### SIDE B
| 全作詞: 山下久美子、全作曲・編曲: 布袋寅泰。 |                            |            |            |      |
| #                                            | タイトル                   | 作詞       | 作曲・編曲 | 時間 |
| 1.                                           | 「遠い夜明け」             | 山下久美子 | 布袋寅泰   | 5:11 |
| 2.                                           | 「HEAVEN」                 | 山下久美子 | 布袋寅泰   | 3:13 |
| 3.                                           | 「踊り明かしたい」         | 山下久美子 | 布袋寅泰   | 2:46 |
| 4.                                           | 「LADY JEAN」              | 山下久美子 | 布袋寅泰   | 2:08 |
| 5.                                           | 「Stop Stop Rock'n' Roll」 | 山下久美子 | 布袋寅泰   | 4:23 |
| 合計時間:                                    | 合計時間:                  | 17:41      |            |      |

## 楽曲解説

### SIDE A
1. サヨナラ (ADIÓS)
2. 優しくしたいの
3. 逢いたい
4. 微笑みのその前で
  - 先行シングル。
5. C'est la vie

### SIDE B
1. 遠い夜明け
2. HEAVEN
3. 踊り明かしたい
4. LADY JEAN
5. Stop Stop Rock'n' Roll
  - シングル「微笑みのその前で」のB面曲。

## 参加ミュージシャン
Sound Produced by 布袋寅泰
- Guitars：布袋寅泰
- Keyboards：ホッピー神山
- Bass：松井恒松
- Drums：池畑潤二
- Computer Program：松武秀樹
- Chorus：布袋寅泰, ホッピー神山, 山下久美子